# LATAM Airlines Chile
LATAM Airlines Chile, anteriormente LAN Airlines, é uma companhia aérea chilena sediada em Santiago, atualmente considerada a maior empresa do segmento do Chile. Faz parte da LATAM Airlines Group, uma holding de transporte aéreo de capital majoritariamente chileno com atuação também no Brasil, Colômbia, Equador, Paraguai e Peru. Desde o dia 5 de maio de 2016 a companhia adotou a marca LATAM Airlines como última fase da fusão da LAN com a brasileira TAM. Em 2016, a LATAM Airlines Chile foi eleita a 45ª melhor companhia aérea do mundo pela Skytrax.
A frota da LATAM Airlines Chile é composta por 131 aeronaves da Airbus e Boeing, das quais os modelos Airbus A319, Airbus A320 e Airbus A321 são usados nas rotas domésticas e internacionais curtas, enquanto o Boeing 767 e o Boeing 787 Dreamliner são usados nas rotas internacionais longas.

## História
A companhia foi fundada pelo comandante da Força Aérea Chilena Arturo Merino Benitez, e iniciou as operações em 5 de março de 1929, como Línea Aeropostal Santiago-Arica. Recebeu o nome de Línea Aérea Nacional de Chile (LAN Chile) em 1932. Em setembro de 1989, o governo chileno privatizou a empresa, vendendo a parte majoritária das ações para a Icarosan e Scandinavian Airlines System.
Em março de 2004, a LAN Chile e as subsidiárias LAN Peru, LAN Ecuador, LAN Dominicana e LANExpress foram fundidas na marca LAN. No segundo semestre de 2005 a LAN abriu uma subsidiária LAN Argentina na Argentina e opera voos nacionais e internacionais a partir de Buenos Aires, tornado-se a terceira maior operadora, atrás da Aerolineas Argentinas e Austral. Esta subsidiária também está sob a marca LAN.

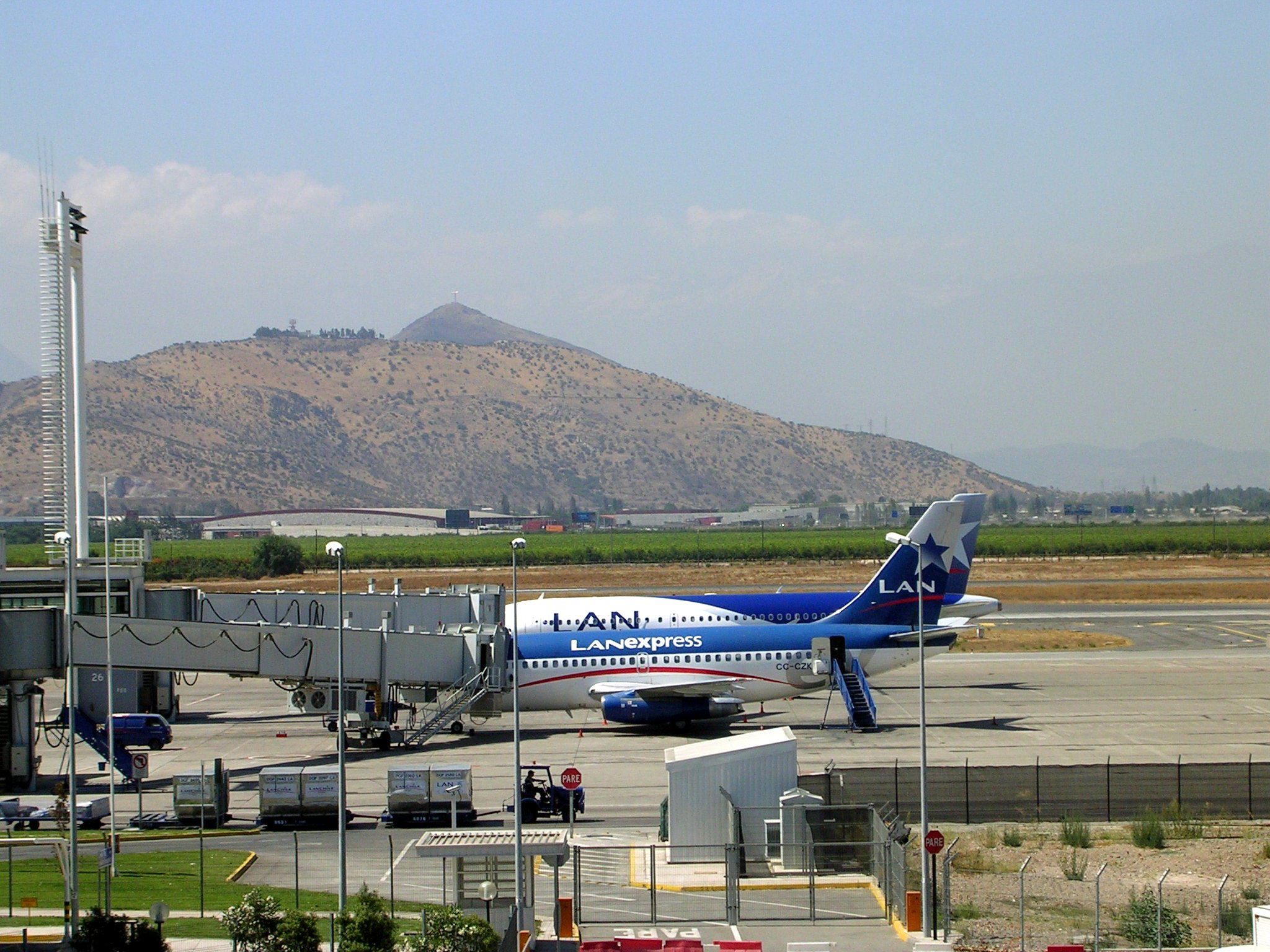
Jatos da LAN e LANEXPRESS em Santiago, Chile (SCL).

A LAN Airlines, possui as seguintes subsidiárias e participações: LAN Cargo (99.4%), LANExpress (99.4%), ABSA - Aerolinhas Brasileiras (73.3%), LAN Peru (70%), LAN Dominicana (49%), LAN Ecuador (45%), LAN Argentina (49%), MasAir (39.5%) e Florida West International Airways (25%). Tem cerca de 11,173 funcionários.
A LAN possui voos partilhados (codeshare) com a American Airlines para destinos nos Estados Unidos, British Airways e Iberia para destinos europeus, para destinos asiáticos possui com a Korean Air, e alguns destinos na Austrália com a Air New Zealand e com a Qantas.
Em 13 de agosto de 2010 anunciou uma negociação com a TAM Linhas Aéreas, formando em 2012, o LATAM Airlines Group, maior companhia aérea da América do Sul. Ambas operaram separadamente, até que em 6 de Agosto de 2015, as empresas anunciaram que suas marcas iriam desaparecer, se tornando LATAM Airlines.

## Subsidiárias

### Passageiros
- LATAM Airlines Brasil
- LATAM Airlines Colômbia
- LATAM Airlines Equador
- LATAM Airlines Paraguai
- LATAM Express
- LATAM Airlines Peru

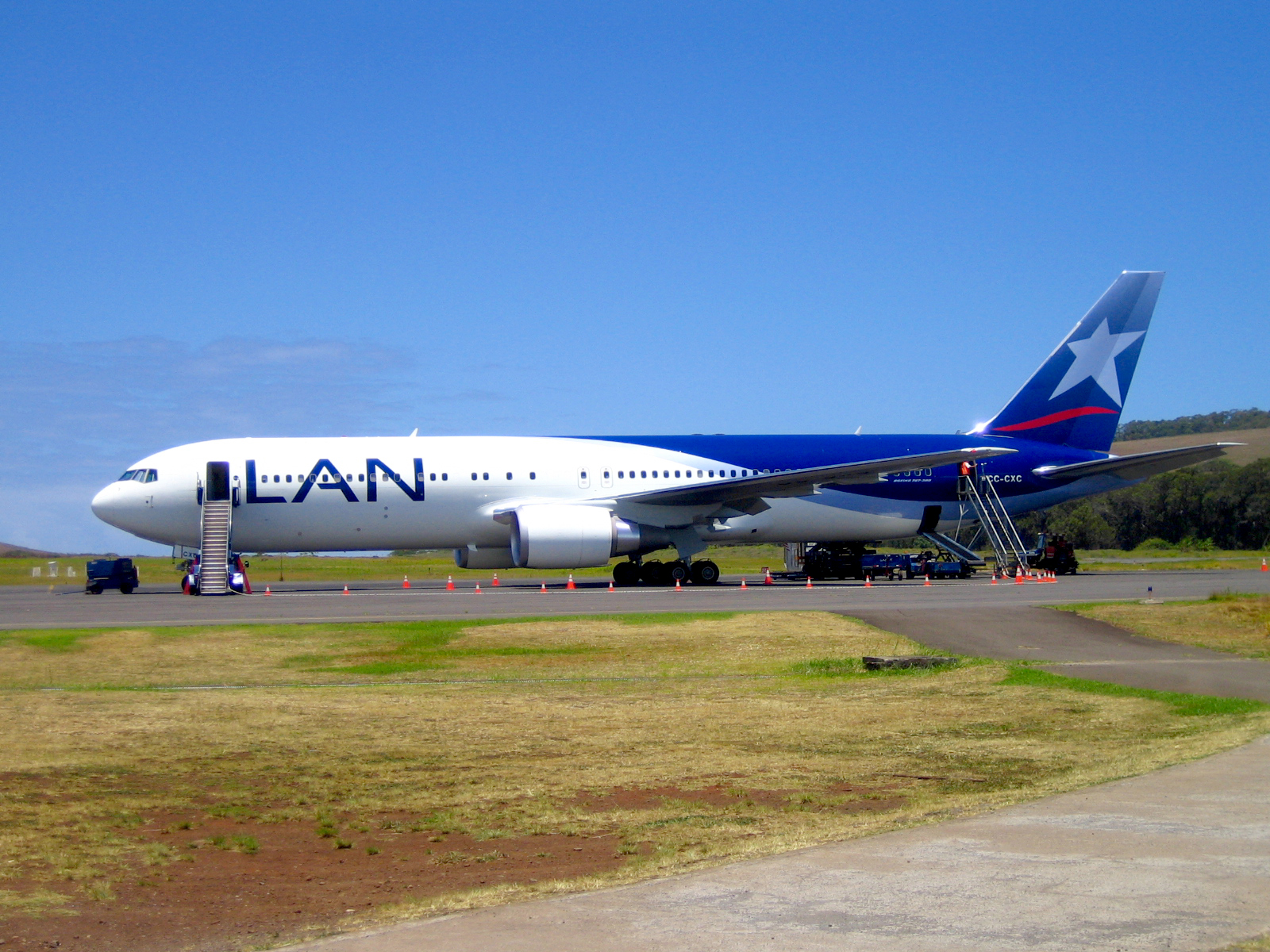
Boeing 767-300

A legislação brasileira não permite participação superior a 20% em companhias aéreas. Por mais que os aviões da ABSA (Linhas Aéreas Brasileiras S/A) sejam arrendados da LAN, sua participação como sócia não pode ultrapassar 20% do capital social.

### Cargueiras
- LATAM Cargo
- LATAM Cargo Brasil
- LATAM Cargo Colômbia

## Frota

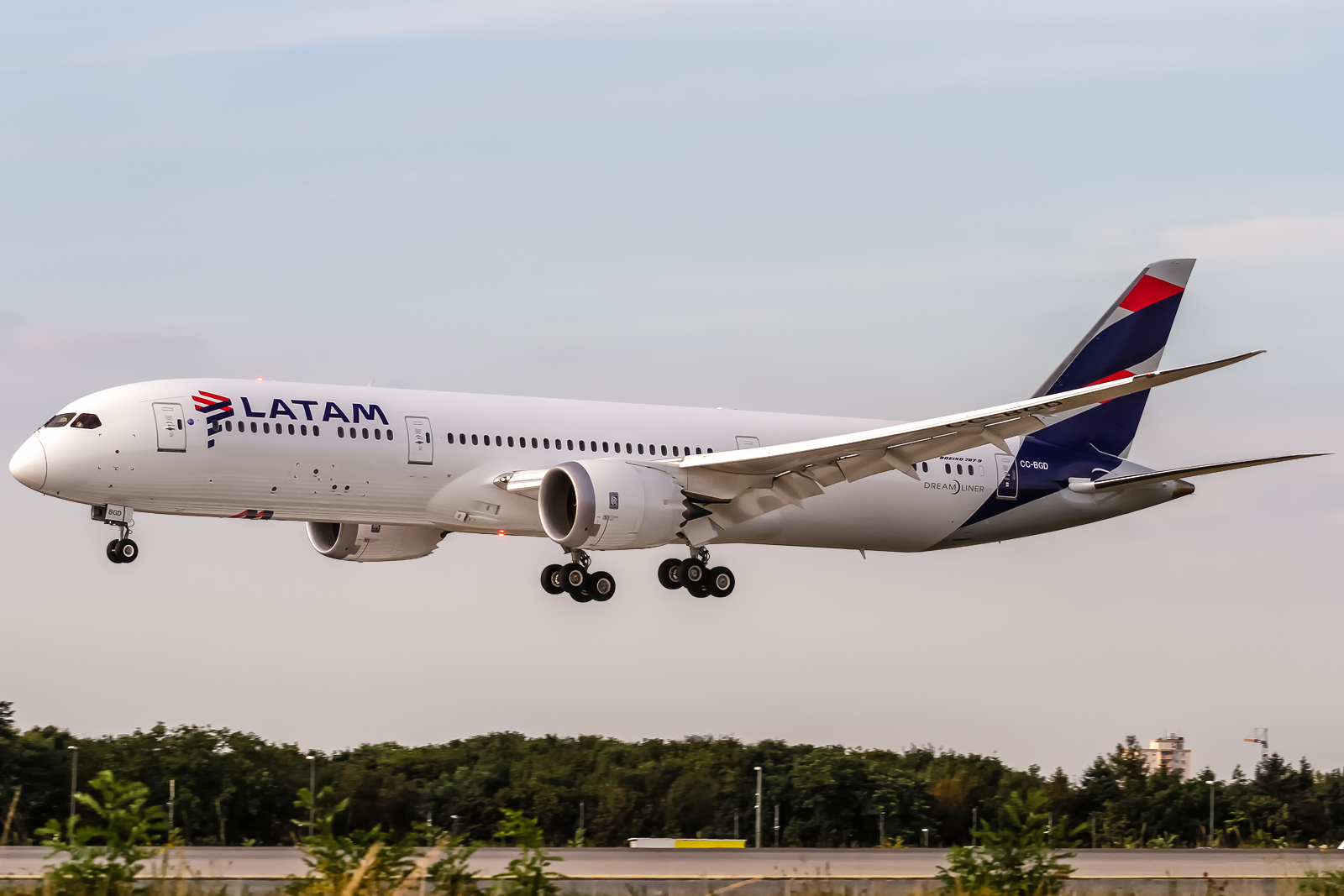
Boeing 787 Dreamliner da LATAM em Madrid.

A frota da Latam Chile consistia nas seguintes aeronaves:
(Atualizado em Janeiro de 2024)
| Aeronaves               | Quantidade | Pedidos | Passageiros | Passageiros | Passageiros | Notas                                  |  |
| Aeronaves               | Quantidade | Pedidos | B           | E           | Total       | Notas                                  |  |
| ----------------------- | ---------- | ------- | ----------- | ----------- | ----------- | -------------------------------------- |  |
| Airbus A320-200         | 38         | -       | –           | 174         | 174         | Operado em rotas domésticas            |  |
| Airbus A320-200         | 38         | -       | 12          | 138         | 150         | Operado em rotas internacionais curtas |  |
| Airbus A320neo          | 4          | -       | -           | 174         | 174         |                                        |  |
| Airbus A321-200         | 17         | -       | –           | 220         | 220         |                                        |  |
| Airbus A321neo          | -          | 1       | -           | -           | -           |                                        |  |
| Boeing 767-300ERF       | 12         | -       | 18          | 220         | 238         | Operado em rotas internacionais curtas |  |
| Boeing 767-300ERF       | 12         | -       | 30          | 191         | 221         | Operado em rotas internacionais longas |  |
| Boeing 787-8 Dreamliner | 10         | -       | 30          | 217         | 247         |                                        |  |
| Boeing 787-9 Dreamliner | 22         | -       | 30          | 283         | 313         |                                        |  |
| Total                   | 112        | 1       |             |             |             |                                        |  |

## Destinos
A LATAM Airlines Chile opera em diversos destinos localizados na América do Sul, no Caribe, na América do Norte, na Europa e na Oceania, sendo a única companhia aérea que realiza voos entre a América do Sul, a Ilha de Páscoa e a Polinésia Francesa.

## Acordo de voos em Codeshare
- Aeroméxico
- Alaska Airlines
- American Airlines
- British Airways
- Iberia Airlines
- Japan Airlines
- Mexicana de Aviación
- Qantas
- Korean Air
- Avianca
- LATAM AIrlines Brasil